# منير أحمد خان
منير أحمد خان (20 مايو 1926 - 22 أبريل 1999)، عالم باكستاني متخصص في فيزياء المفاعلات النووية، ينسب إليه الفضل بكونه أب «برنامج القنبلة الذرية» لباكستان ودوره الرائد في تطوير الأسلحة النووية لبلده خلال السنوات المتعاقبة بعد الحرب مع الهند في عام 1971.
عمل خان من عام 1972 إلى عام 1991 كرئيس للجنة الطاقة الذرية الباكستانية (PAEC) التي وجهت وأشرفت على إكمال برنامج القنبلة السرية من أول جهوده لتطوير الأسلحة الذرية إلى التجارب النووية النهائية في مايو 1998. قضى معظم حياته المهنية في الوكالة الدولية للطاقة الذرية واستغل منصبه للمساعدة في إنشاء المركز الدولي للفيزياء النظرية في إيطاليا ومؤتمر سنوي للفيزياء في باكستان. وبصفته رئيس لجنة الطاقة الذرية الباكستانية، فقد أيد سباق التسلح النووي مع الهند، وكثف جهوده نحو الإنتاج المركّز من البلوتونيوم المستخدم في المفاعلات إلى مستوى البلوتونيوم المناسب لصنع الأسلحة، بينما ظل مرتبطًا ببرامج الأمن القومي الرئيسية في البلاد.
بعد تقاعده من لجنة الطاقة الذرية في عام 1991، أصبح خان من المناصرين لفكرة توليد الطاقة النووية كبديل لاستهلاك الطاقة الكهرومائية في باكستان، وتولى لفترة وجيزة منصب أستاذ الفيزياء الزائر في معهد العلوم التطبيقية في إسلام أباد. تعرض خان للنبذ السياسي طوال حياته بسبب دعوته لتجنب الانتشار النووي ولكن رد له اعتباره عندما منح نيشان إمتياز [الإنجليزية] (وسام التميز) من قبل رئيس باكستان في عام 2012 بعد ثلاثة عشر عامًا من وفاته في عام 1999.